# Монахиня (фильм, 2005)
«Монахиня» (исп. La Monja) — испанский фильм ужасов 2005 года режиссёра Луиса де ла Мадрида.

## Сюжет
Шесть девочек находятся в интернате под присмотром монахинь. Главная из них, мать настоятельница Урсула, постоянно издевается над ними, желая наставить их на безгрешный жизненный путь. Вскоре Урсула узнаёт, что одна из девочек, Мари, беременна. В ужасе она начинает её бить и на крик девочки сбегаются её подруги. Пытаясь защитить подругу они убивают Урсулу, а тело сбрасывают в пруд.
Проходит время. Девочки уже выросли и уехали из интерната. Мари переселилась в Нью-Йорк и живёт там с дочерью Евой. Однажды, вернувшись домой, Ева находит мать мёртвой и видит как чья-то тень, похожая на монахиню, быстро скрывается за окном. У полиции, приехавшей на преступление, нет ни одной зацепки и под подозрении попадает сама Ева. Но полиция не может её задерживать из-за отсутствия улик и отпускает. Тогда Ева решает сама разобраться в смерти матери. Она узнает, что подруги её матери по интернату начинают умирать одна за другой. Ева вместе с подругой Хулией и её бойфрендом Хоэлем летит в Барселону, в окрестностях которой находится интернат. В местной библиотеке она собирает статьи об этом приюте и о монахине, которая таинственно исчезла много лет назад. Так как Ева не говорит по-испански, то ей на помощь приходит Габриель — молодой человек, учащийся на священника. Все вместе они направляются в заброшенный интернат, где встречают двух оставшихся в живых подруг матери Евы, которые тоже пытаются разобраться в этой ситуации. Они узнают, что пруд, в который было сброшено тело монахини, осушили и её душа выбралась на свободу, чтобы отомстить. Урсула убивает всех тех девочек так, как были убиты их святые покровители. Мари она перерезала горло, Эулалию распяла, Кристи отрубило руки лифтом. Пока они думают, как можно обезвредить жестокий призрак монахини, она убивает оставшихся в живых двух женщин. Ева понимает, что все жертвы были убиты возле воды и значит саму монахиню можно убить только там. А убить её надо так, как была убита святая Урсула. Ева заманивает монахиню в душевую комнату, специально заполненную водой. Там она поражает её из гарпуна. Прибежавшая на помощь Еве Хулия обнаруживает её мёртвой. Ева пронзена стрелой. Выжившие Хулия и Хоэль понимают, что убийцей была Ева, в которую вселился дух монахини Урсулы.

## В ролях
| Актёр                 | Роль            |
| --------------------- | --------------- |
| Анита Брием           | Ева             |
| Белен Бланко          | Хулия           |
| Алистер Фриланд       | Хоэль           |
| Ману Фульола          | Габриель        |
| Полина Гальвес        | Зойи            |
| Наталия Дисента       | Суси            |
| Ориана Бонет          | Эулалия         |
| Тете Дельгадо         | Кристи          |
| Лола Марсели          | Мари            |
| Кристина Пьяхет       | монахиня Урсула |
| Монтсе Пла            | Хоана           |
| Алессандра Стрейгнард | Биби            |
| Людовик Таттевин      | Ботонес         |